# Edificio España
Edificio España – wieżowiec w Madrycie. Zaprojektowane przez architekta Joaquín Otamendi. Budowa budynku rozpoczęła się w 1948 przez Compañía Inmobiliaria Metropolitana, został ukończony w 1953 w stylu neobarokowym.
W dniu 28 kwietnia 2005 został wystawiony na sprzedaż wraz z Torre Madryt i został zakupiony przez przedsiębiorstwo Gecia za łączną cenę 389 milionów euro. W czerwcu Santander Nieruchomości kupił 50% budynku za 138 milionów euro.